# Expedition 43

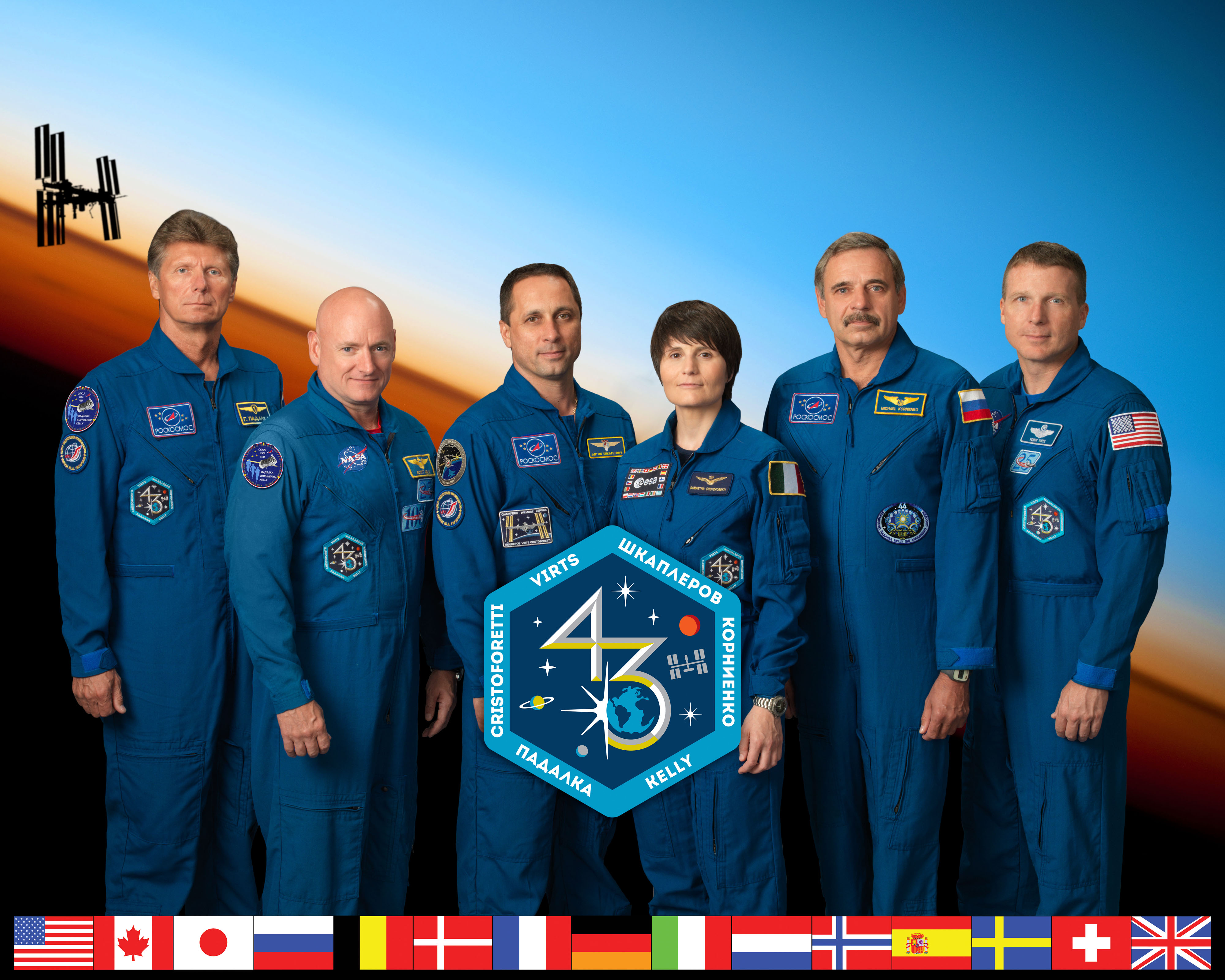
Expedition 43 besättning.

Expedition 43 var den 43:e expeditionen till Internationella rymdstationen (ISS). Expeditionen började den 11 mars 2015 då delar av Expedition 42s besättning återvände till jorden med Sojuz TMA-14M.
Gennadij Padalka, Michail Kornijenko och Scott J. Kelly anlände till stationen med Sojuz TMA-16M den 28 mars 2015.
Expeditionen avslutades den 11 juni 2015 då Anton Sjkaplerov, Samantha Cristoforetti och Terry W. Virts återvände till jorden med Sojuz TMA-15M.
Expedition 43 var första etappen i Michail Kornijenkos och Scott J. Kellys ett år långa vistelse ombord på rymdstationen.

## Besättning
| Position       | Första delen (11 - 28 mars 2015)                   | Andra delen (28 mars - 11 juni 2015)               |
| -------------- | -------------------------------------------------- | -------------------------------------------------- |
| Befälhavare    | Terry W. Virts, NASA Hans andra rymdfärd           | Terry W. Virts, NASA Hans andra rymdfärd           |
| Flygingenjör 1 | Anton Sjkaplerov, RSA Hans andra rymdfärd          | Anton Sjkaplerov, RSA Hans andra rymdfärd          |
| Flygingenjör 2 | Samantha Cristoforetti, ESA Hennes första rymdfärd | Samantha Cristoforetti, ESA Hennes första rymdfärd |
| Flygingenjör 3 |                                                    | Gennadij Padalka, RSA Hans femte rymdfärd          |
| Flygingenjör 4 |                                                    | Michail Kornijenko, RSA Hans andra rymdfärd        |
| Flygingenjör 5 |                                                    | Scott J. Kelly, NASA Hans fjärde rymdfärd          |